# Leopoldo Luque
Leopoldo Jacinto Luque (Santa Fe, 1949. május 3. – 2021. február 15.) világbajnok argentin válogatott labdarúgó.
Az argentin válogatott tagjaként részt vett az 1975-ös Copa Américán, az 1978-as világbajnokságon és az 1980-as Mundialitón.
2020 decemberében megfertőződött a SARS-CoV-2 vírussal, majd hamarosan kétoldali tüdőgyulladása alakult ki, kórházba, intenzív osztályra került, és 2021 februárjában elhunyt.

## Sikerei, díjai
River Plate
- Argentin bajnok (5): 1975 Nacional, 1977 Metropolitano, 1979 Metropolitano, 1979 Nacional, 1980 Metropolitano

Argentína
- Világbajnok (1): 1978

Egyéni
- A Copa América társgólkirálya (1): 1975 (4 gól)